# ブローニングM1917重機関銃
ブローニングM1917機関銃（M1917 Browning machine gun）は、アメリカ合衆国で開発された重機関銃である。

## 特徴
M1917はジョン・ブローニングが1901年に特許を取得した水冷・反動利用式機関銃の設計に基づいている。1917年、第一次世界大戦の勃発を受け、大量生産が容易で膨大な需要を十分満たしうる重機関銃としてアメリカ軍に採用された。
特徴としては、銃身の冷却機構にコルト・ブローニングM1895の失敗から、マキシム機関銃と同じ水冷式を採用している。水冷機構部分は外見上マキシム機関銃の物と似ているが、機関部の内部構造は全く違ったものを採用しており、マキシム系の機関銃に比べはるかに軽量であったとされる。機関部の作動方式にはショートリコイル式（反動利用式）を採用している。
弾薬は.30-06スプリングフィールド弾（7.62x63mm）を採用、弾薬の給弾方式にはそれまでブローニングが開発してきた機関銃と同じくベルト給弾式を用いている。

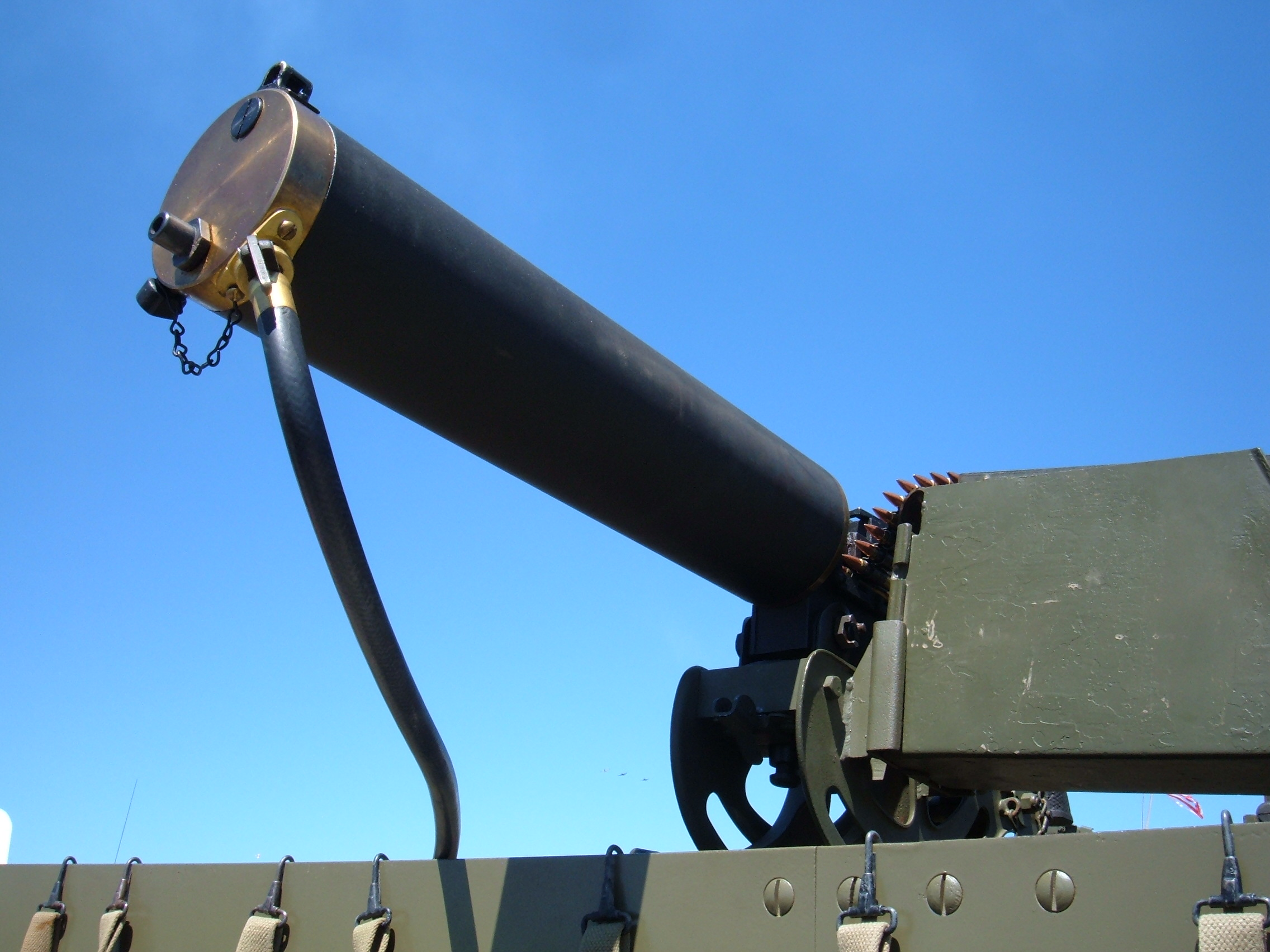
左側前方よりのM1917 銃口部の脇から出ているホースは気化した冷却水を回収するためのタンク[1]に接続されている
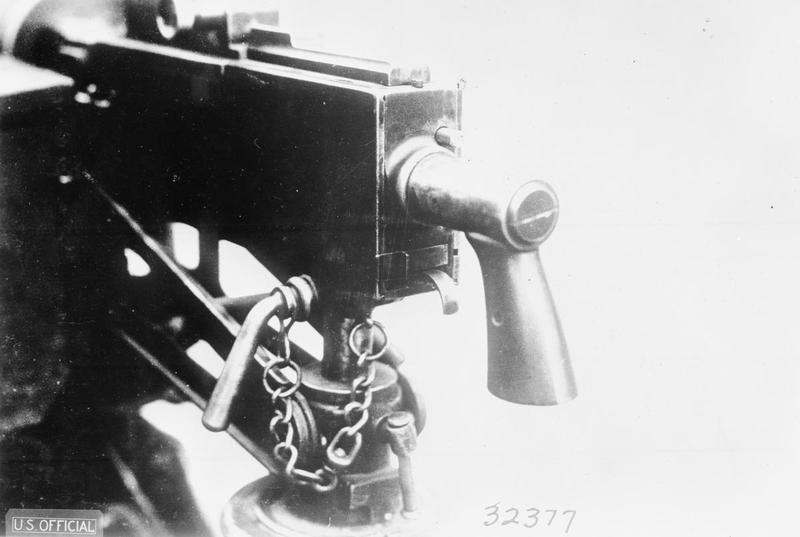
M1917の機関部後面 ピストル型グリップ（銃把）は尾筒（レシーバー）後端に突き出たバッファーチューブ（緩衝器）に装着されており、トリガー（引金）はグリップの前方、機関部後面下端にある

## 開発
多くの機関銃設計者と同様、ジョン・ブローニングは高発射速度の自動火器を設計するにあたって、最も効率的・実用的な機構としてショートリコイルを採用するべきだと考えていた。1900年にはブローニングが以前に手掛けたコルト・ブローニング機関銃と同等の機能を有する水冷・反動利用式機関銃の特許を初めて申請し、1901年に認められた（アメリカ合衆国特許第 678,937号）。ただし、当時機関銃開発への関心が薄かったアメリカ政府からの支援は得られず、ブローニングは民生市場向け銃器の開発に注力するため、この設計案を1910年まで休眠させていた。1910年には1901年設計案に基づく試作銃を用いた試験が行われ、ブローニングはさらなる改良と発射速度の向上を求めた。
当時、アメリカ軍の機関銃への関心は比較的低く、1904年にマキシム機関銃（M1904）を、1909年にベネット＝メルシェ自動小銃（M1909）を採用していたものの、いずれも数は少なく、運用戦術も確立されていなかった。その後、1914年の第一次世界大戦勃発を受けて多少関心が高まり、1915年にはヴィッカース重機関銃が採用されている。
1917年4月6日、アメリカ合衆国がドイツ帝国に宣戦布告を行い、第一次世界大戦に参戦した。しかし、同日秘密裏に行われた報告によれば、この時点で陸軍が有する機関銃は大小新旧の各種あわせて1,110丁のみであった。一方、ドイツでは開戦以来大量の機関銃の配備が進められており、アメリカ陸軍には控えめに見積もっても100,000丁の機関銃を配備する必要があるとされた。軍部はフランス製各種機関銃（Mle 1914、Mle 1915）の調達を進めたものの、これらは8x50mmR ルベル弾仕様のままだったので、.30-06スプリングフィールド弾とは別に供給を行う必要があり、兵站上の懸念を招いた。
参戦に先立ち、ブローニングは2種類の.30-06仕様自動火器、すなわち1910年の設計を改良した水冷式重機関銃、および突撃射撃（marching fire）を想定した軽量な機関小銃（Machine Rifle, 後のM1918）の設計案を政府に提出している。1917年2月27日、ワシントンD.C.のコングレス・ハイツにて、軍高官、議員、諸外国軍人、報道関係者など300人を招き、これら2種類の自動火器のデモンストレーションが行われた。展示は共に好評で、当局は機関小銃の採用を直ちに決断したほか、水冷式機関銃は極めて過酷な環境で運用されることが想定されたため、徹底的なテストとさらなる改良が行われることとなった。参戦後の1917年5月、スプリングフィールド造兵廠の試験場にて水冷式機関銃の最初の公式テストが行われ、信頼性と構造の単純さ、製造の容易さなどが高く評価され、制式採用に向けた推薦が行われた。
元々、コルト社はブローニングの特許に基づく火器を独占的に製造する権利を有していたが、一社で軍部の需要を満たすだけの機関銃を生産することは不可能であった。そのため、コルト社は製造権を政府に売却し、1917年7月までに他の銃器メーカーでの生産体制が整えられることとなった。7月から8月にかけて、全米各地の企業・工場に製造の打診が行われた。コルト社のほか、ウェスティングハウス社、レミントン社が製造を行った。調達は1919年春までに前線の機関銃をM1917に置き換えるという想定で進められていた。実際には1918年11月に休戦を迎えたものの、戦後もしばらく製造は続き、12月末までに合計56,608丁が製造された。
1919年頃から1930年代半ばにかけて、M1917の全面的な改良が進められた。改良を加えたモデルの名称はM1917A1とされ、既存のM1917も順次M1917A1へと改修していくこととされた。また、第二次世界大戦中にもM1917A1に各種改良が加えられ、再生産も行われている。

## 運用

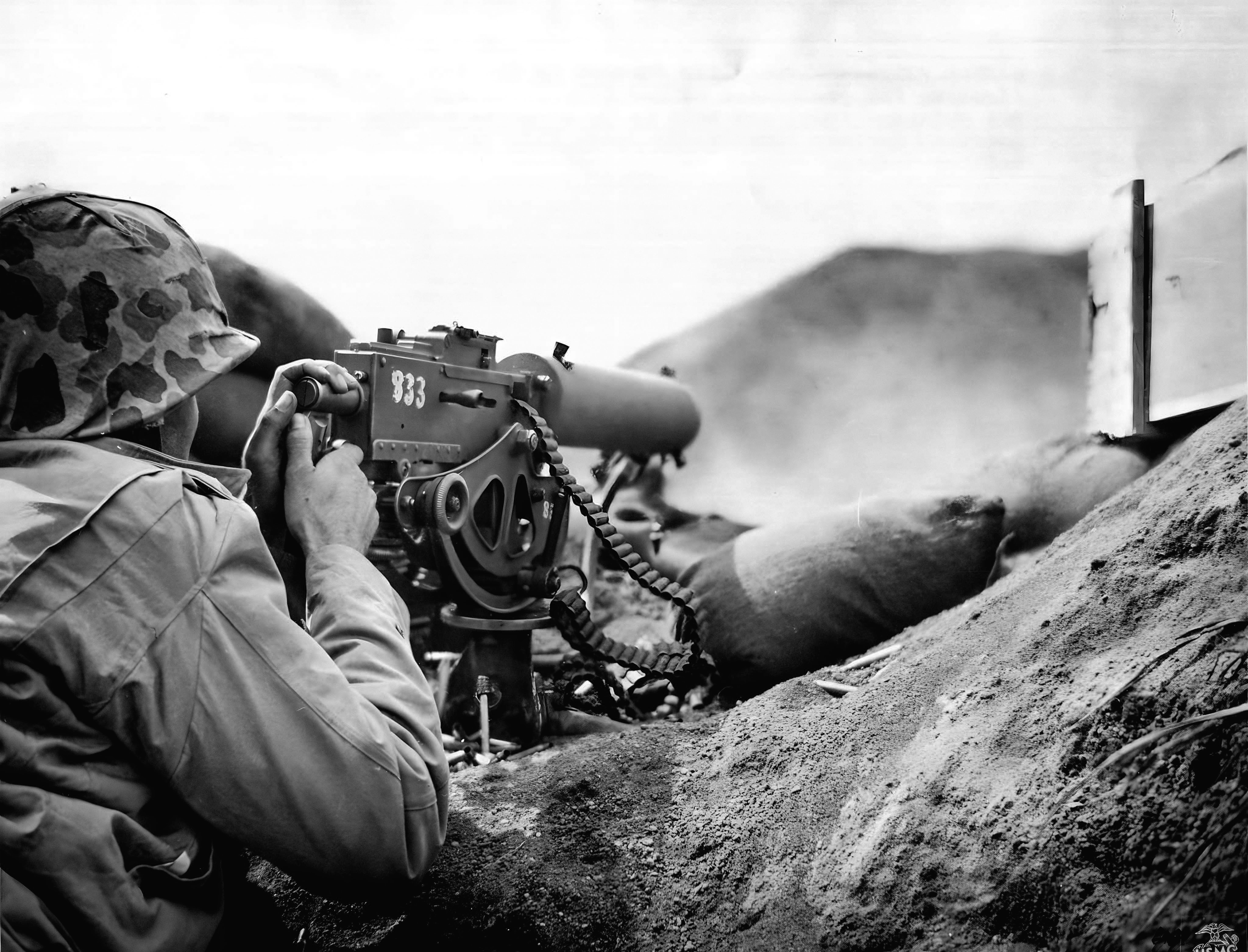
硫黄島の戦いでM1917重機関銃を用いるアメリカ海兵隊

M1917は第一次世界大戦勃発を受けて大量調達が図られたものの、前線での本格的な配備が進められるよりも前に休戦を迎えた。フランスには30,582丁が持ち込まれたが、このうち実戦で使用されたのは1,168丁のみである。最初の実戦投入は、第79師団所属の分遣隊による1918年9月26日の戦闘であった。
第一次大戦後もアメリカ陸軍の制式機関銃としての普及が進められた。1930年代後半、改良型のM1917A1が設計され、配備済みのM1917も順次M1917A1へと改修された。M1917A1は第二次世界大戦勃発時の主力重機関銃であった。その後の朝鮮戦争などでも使用され、最終的には1950年代後半にM60機関銃などで更新された。
M1919は、M1917を空冷化/軽量化した機関銃である。元々は戦車搭載用の機関銃として開発されたが、後に歩兵用の軽機関銃と位置づけられた派生型のM1919A4やM1919A6が採用され、アメリカ軍で広く使用された。重量のあるM1917A1は移動・運搬に難があったため、徐々にM1919A4/A5へと置き換えられていったが、一方で水冷式のため持続射撃能力に優れており、太平洋戦争における日本軍、あるいは朝鮮戦争における中国人民志願軍が実施した歩兵による大規模な突撃にも十分対処することができるとして、M1917A1が重宝される場面もあった。
中華民国では1921年（民国10年）からライセンス生産が行われたが、24式重機関銃に比べると生産数は少なかった。
第二次世界大戦後には、韓国陸軍や警察予備隊（のちの陸上自衛隊）、ベトナム共和国陸軍など親米諸国の軍隊へ供与され、ベトナム戦争では、南ベトナムに供与されたM1917A1が多数用いられている。

## 各型および派生型

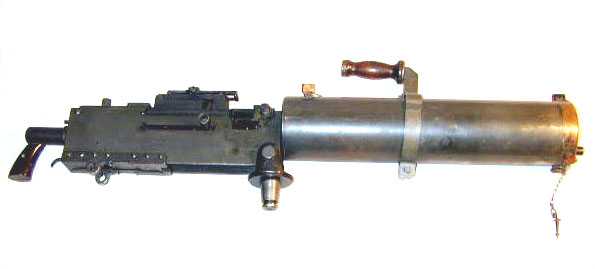
M1917A1
この銃はキャリングハンドルを装着している

ブローニング M1917
初期生産型。銃身冷却に水冷式を採用。
ブローニング M1917A1
M1917の各部を強化して耐久力を上げ、機関部を改良したタイプ。
ブローニング M1918
M1917の銃身の冷却機構を水冷式から空冷式に変更した航空機関銃型。水冷機構を省いたためバレルジャケットは軽量化されているが、銃身自体はM1917に比べて重量型の肉厚なものになっている。
第1次世界大戦には間に合わなかったが、戦間期のアメリカ軍航空機の搭載武装として使用され、地上用のM1919機関銃としても発展した。
ブローニング M1918 M1
M1918の派生型。機体への直接固定式搭載に加えて旋回機銃としても使用できるように改修されている。
M1918がM1919重機関銃に発展したのと同様、航空機銃として.30 AN/M2へと発展した。

### 海外モデル

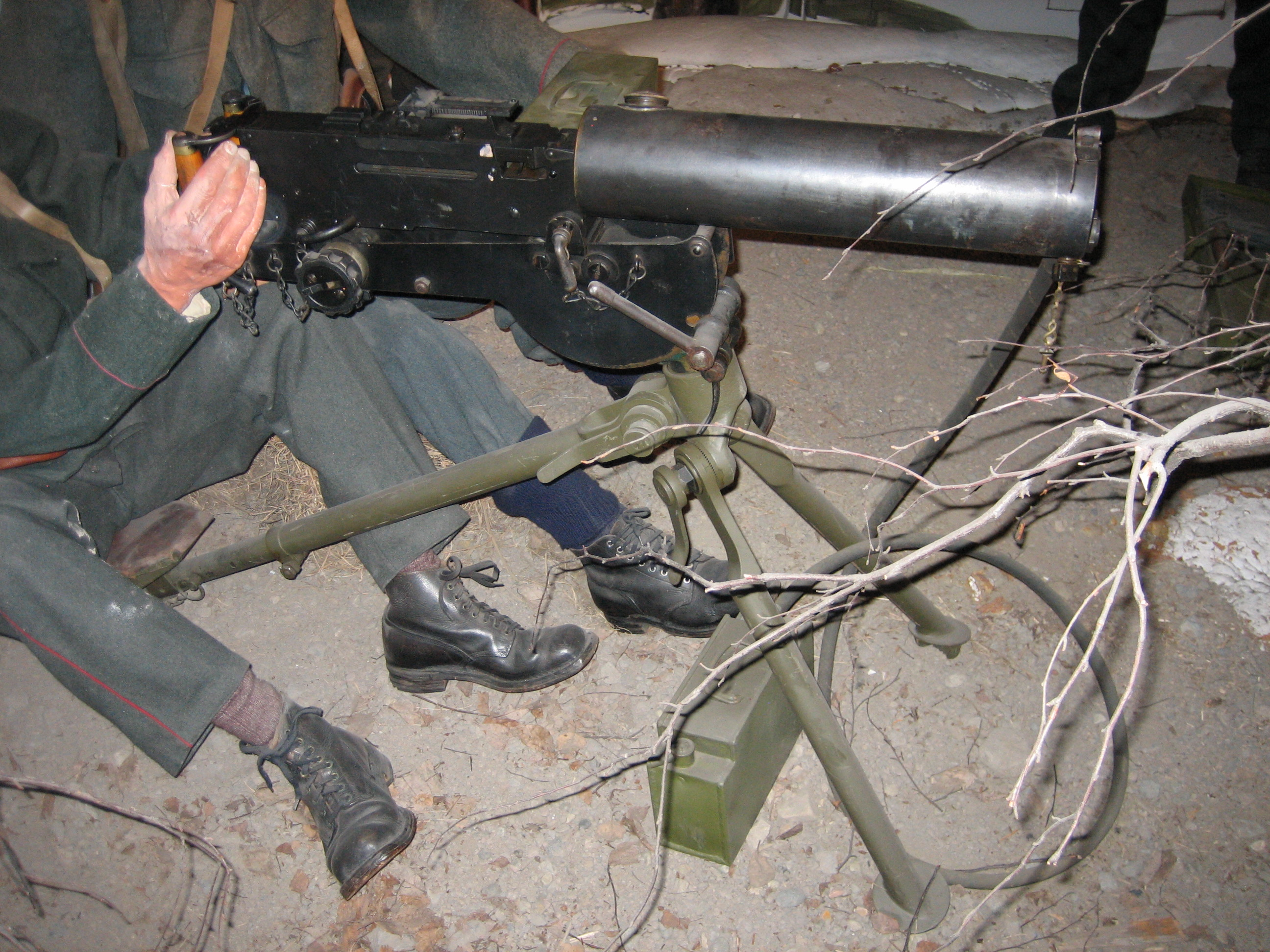
M/29
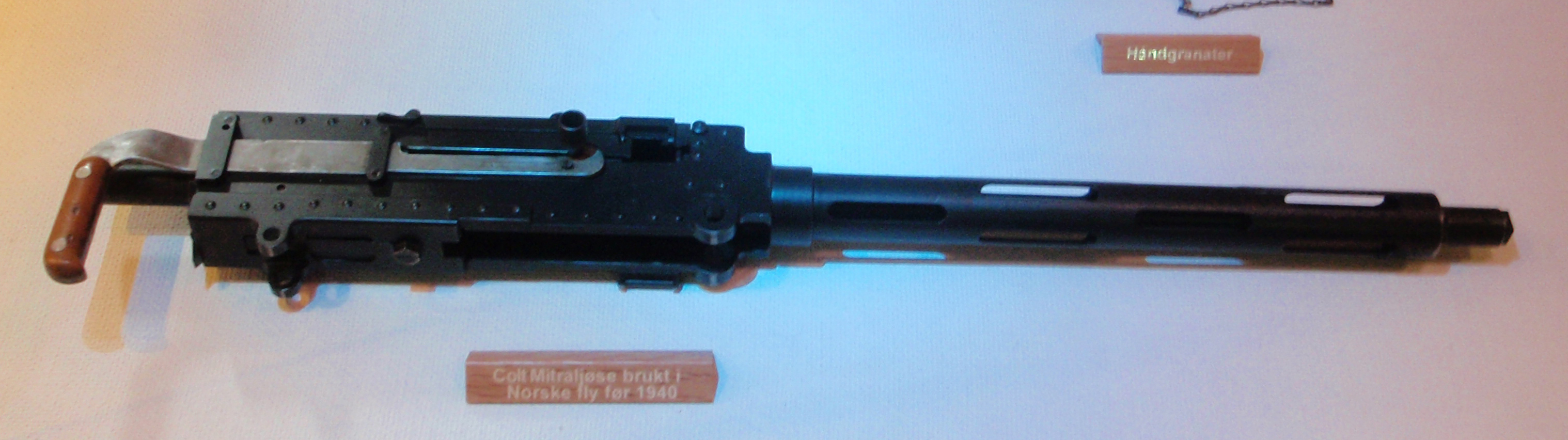
M/29 航空機銃型

コルト Model 1919/1924/1928
コルト社によるブローニングM1917の輸出モデルの呼称。主に南米アルゼンチンなどに輸出され、改良型のコルトM1928ではM1917に比べ照準装置やフラッシュハイダー、マウント部分などが改良されている。
コルト MG38
Model 1928の発展型。M1917やModel 1928とは水冷用銃身ジャケットの取り付け方が異なる。
MG38T
グリップをスペード型としたモデル。
MG38BT
銃身を空冷型とした装甲車両搭載型。
Ckm wz.30
M1917の輸出型であるMG38のポーランド軍での名称、およびMG38に改良を加えたポーランド製のコピーモデルの呼称。7.92x57mmモーゼル弾を使用。

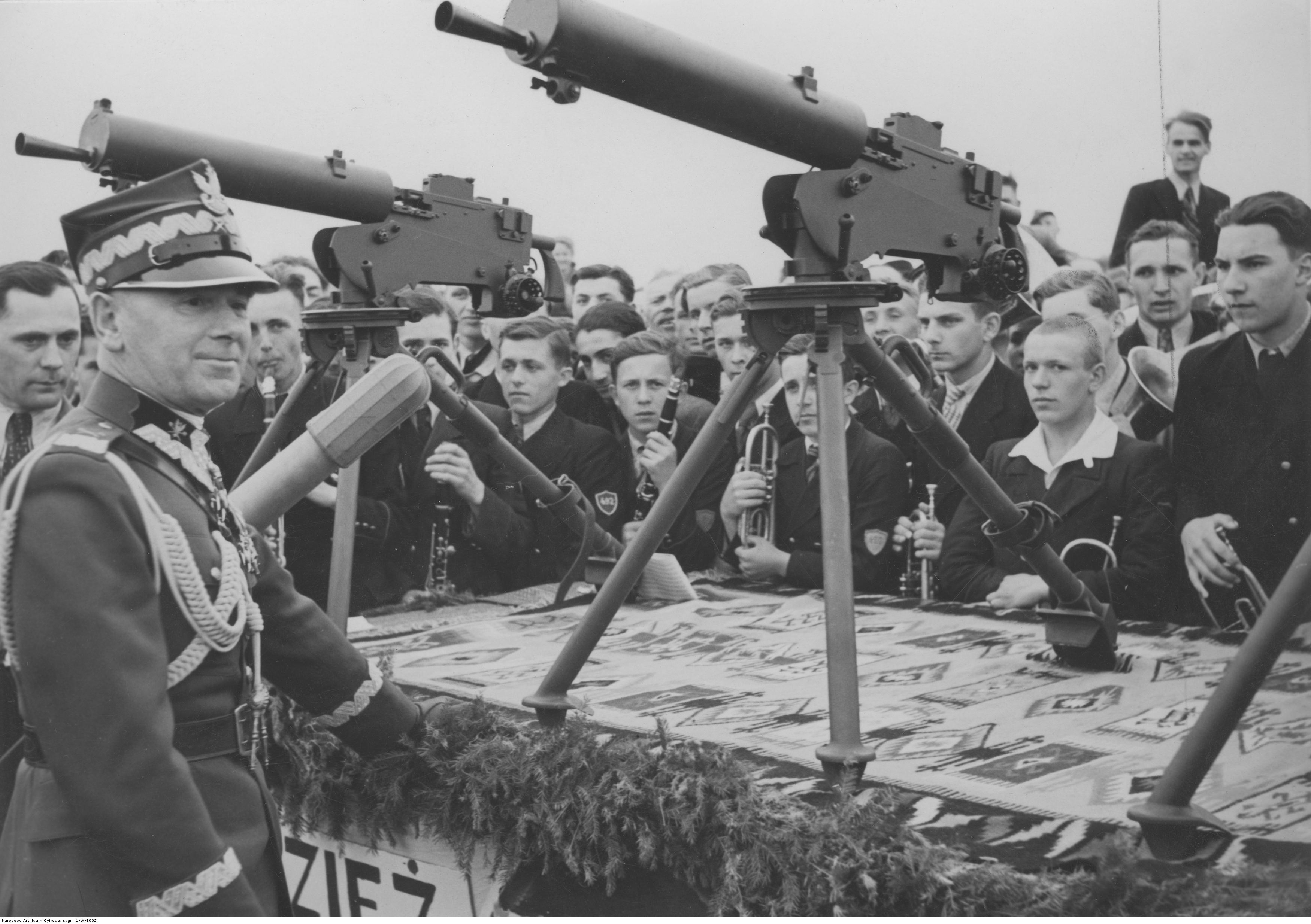
Ckm wz.30
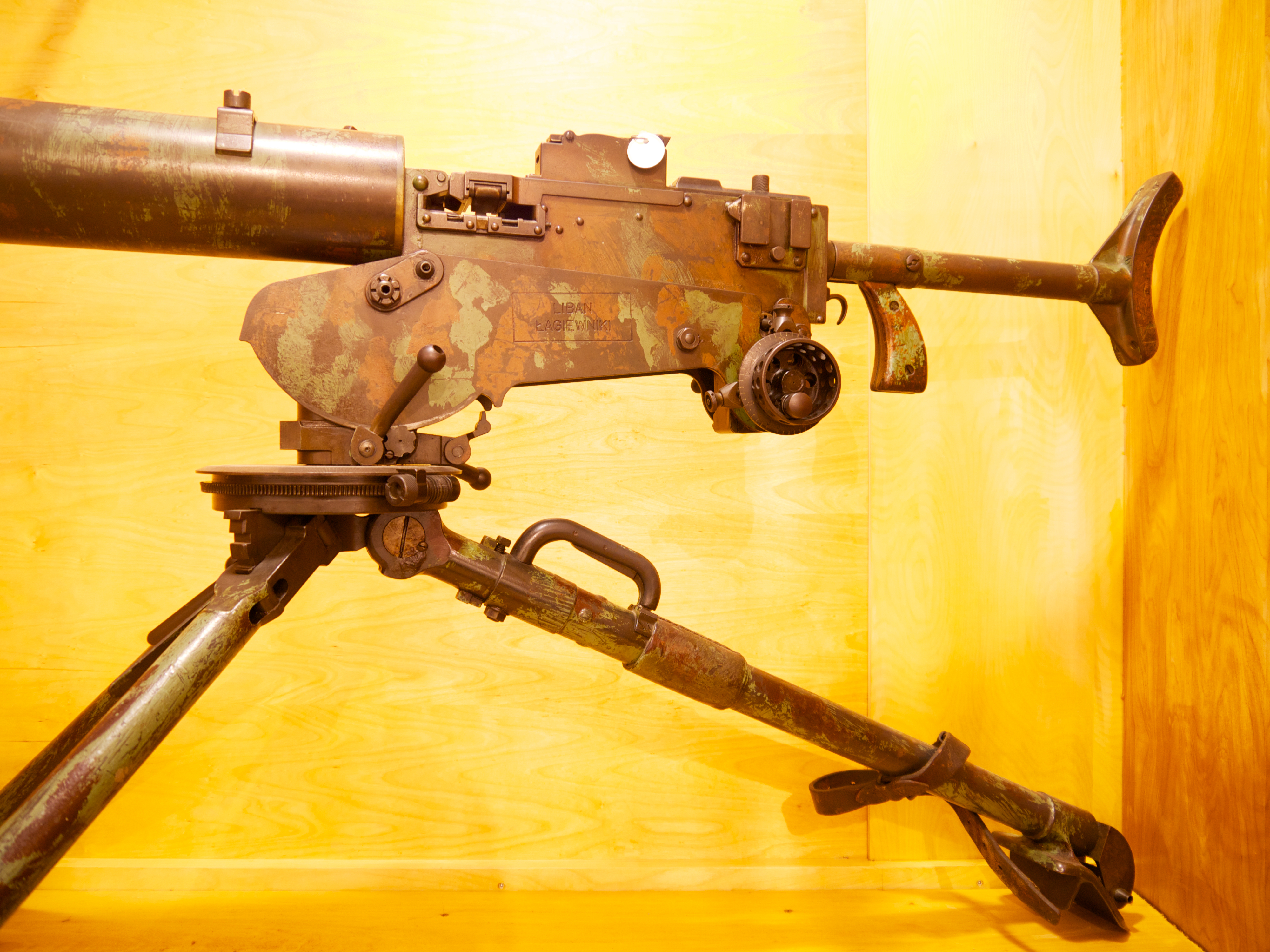
Ckm wz.30 銃床装着型

M/29
MG38のノルウェー軍での呼称。1929年-1940年まで重機関銃や対空機銃として使用された。M1918相当の航空型も使用されている。
- M/29
- M/29 航空機銃型

三十節式重機槍
中華民国の漢陽兵工廠でのライセンス生産型。7.92x57mmモーゼル弾を使用。民国紀元10年10月10日に採用されたことから、「三十節」の名がついた。

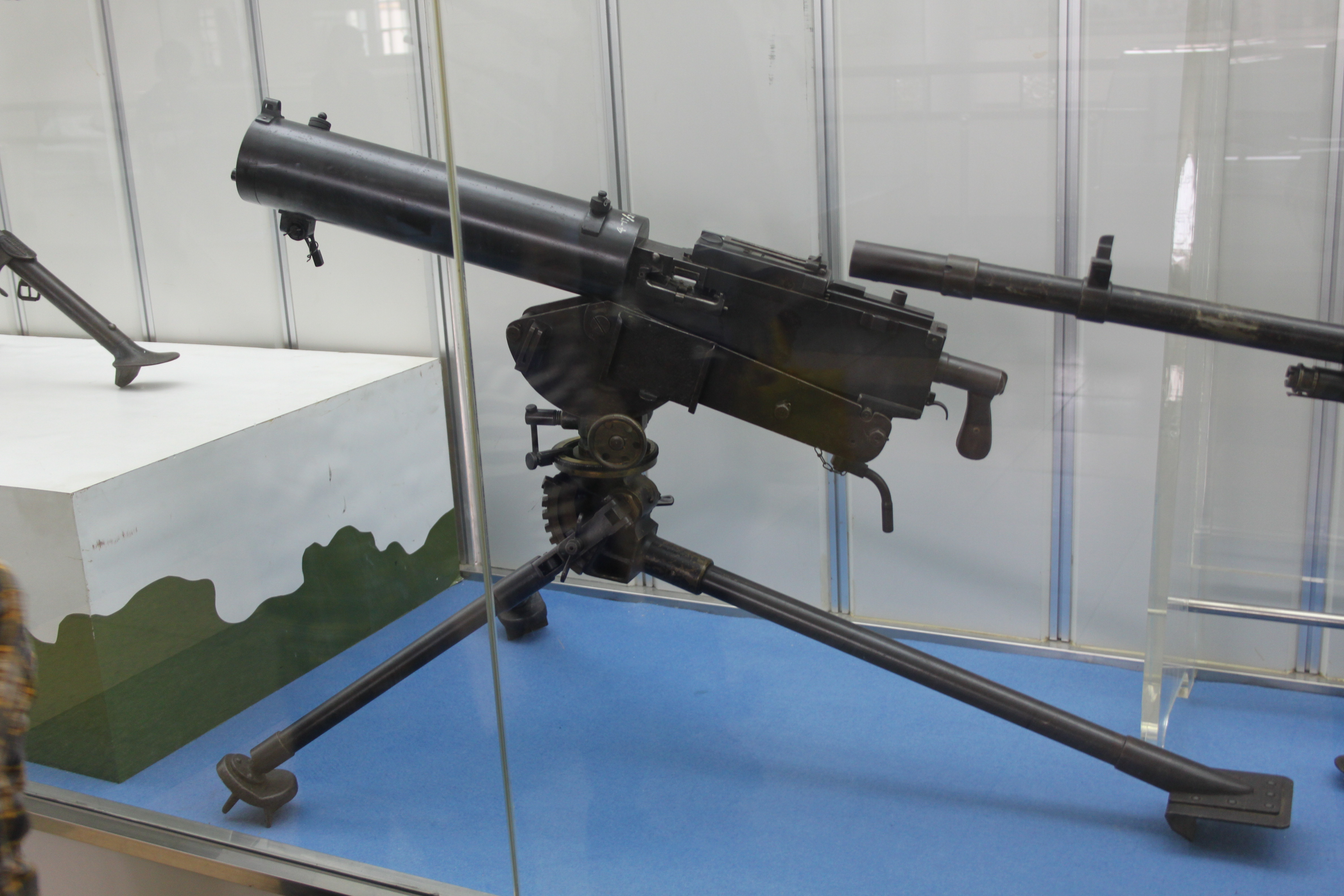
三十節式重機槍
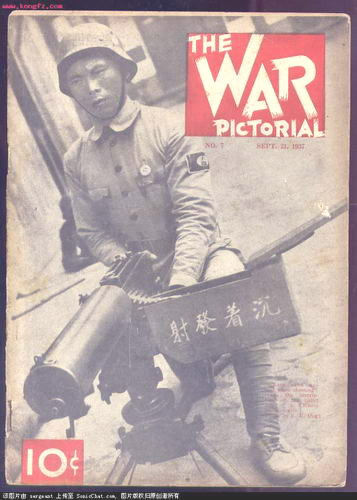
リーフレットの表紙を飾る三十節式重機槍

#### Ksp m/14 | Ksp m/36
スウェーデンではM1917を大規模に導入し、ライセンスを所得して国産した他、独自の発展型を製造した。
Ksp m/14-29(Kulspruta m/14-29)
M1917のスウェーデン軍仕様型。6.5x55mm弾使用。ksp m/14（シュワルツローゼ重機関銃のスウェーデン軍仕様モデル）の後継として導入され、m/14の水冷式銃身冷却装置と銃架を組み合わせた独自仕様としたためこの名称で呼ばれる。原型のM1917とはグリップがスペード型となっている点が異なる。
1929年に制式採用され、1943年頃までスウェーデン軍で現役で用いられたが、m/36に更新され、以後は郷土防衛隊で1960年代まで用いられた。
Ksp m/36(Kulspruta m/36)
1936年にm/14-29の更新用として導入されたもので、M1917A1を6.5x55mm弾仕様としてライセンス生産したモデル。制式採用後程なく8x63mm弾仕様への改修が行われ、弾薬の強力化に伴って銃架はスウェーデンオリジナルの反動吸収用緩衝装置付き三脚架に変更されており、グリップは銃架に付属するスペード型のものを用いる。銃架には望遠照準器と距離/射角指示表を備えており、長距離射撃性能の高いものとなっていた。銃架に対空照準環を装備した対空機銃型も製造され、単装型に加えて連装型も開発・製造された。
1966年からは7.62x51mm NATO弾仕様への改修が進められたが、いまだ大量の備蓄のある6.5 / 8 mm弾を消費すべく、一部は6.5 / 8 mm弾仕様のまま訓練用装備として用いられた。1970年代の後半にはそれらも7.62x51mmNATO弾仕様への改修が進められ、訓練用もしくは予備装備として保有された。スウェーデンにおいて最後のKsp m/36が用途廃止となったのは1990年代のことである。

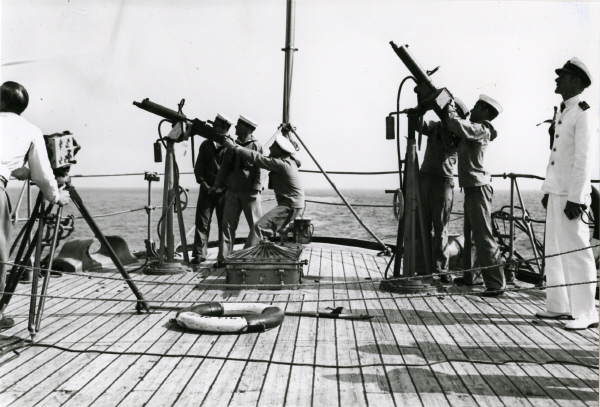
艦艇の対空機銃として用いられているKsp m/36 スヴァリイェ級海防戦艦 ドロットニング・ヴィクトリア(HSwMS Drottning Victoria)に搭載されたもの
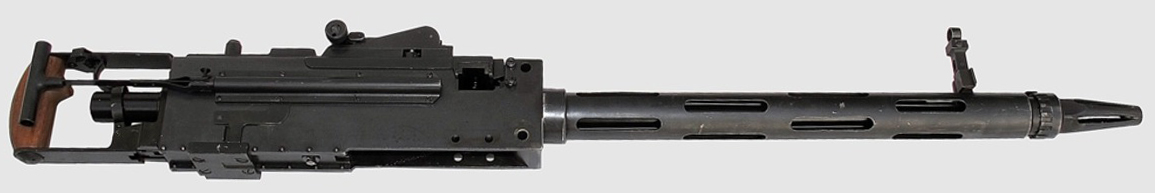
Ksp m/36 Mark
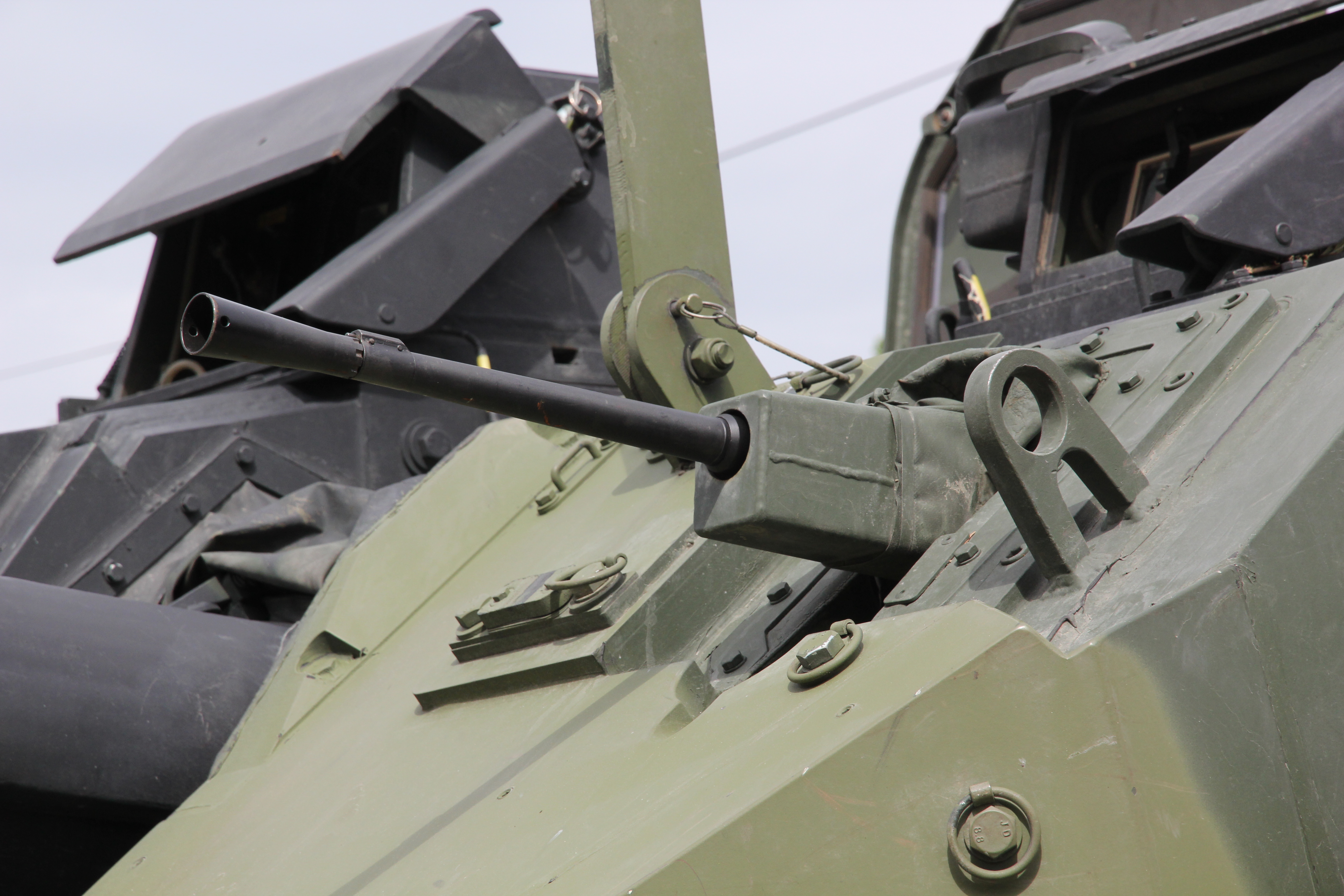
CV90に搭載されたKsp m/39 銃口部にはフラッシュサプレッサーが装着されている

スペードグリップを備えた水冷型。
- Ksp m/36 Strv V / Ksp m/36 Strv H

Ksp m/36の車両搭載型。"Strv"とは"Stridsvagn"スウェーデン語で“戦闘車両”を示す。バレルジャケットは水冷型から空冷型に変更され、グリップはピストルグリップ型となっている。"V"　/　"H"とはそれぞれ"Vänster" / "Höger"、“左 / 右側”を意味し、給弾口が左もしくは右側にあることを示す。この2種を搭載する車両の装備位置により使い分けた。
- Ksp m/36 Strv Dbl

車両に搭載して用いられる車載対空機関銃型。空冷型バレルジャケットとピストルグリップを備える。
- Ksp m/36 Lv E

対空銃架に搭載された対空型。水冷型バレルジャケットとスペードグリップを備える。
- Ksp m/36 Lv Dbl

2連装対空銃架に搭載された対空型。水冷型バレルジャケット、スペードグリップ装備。
Ksp m/39(Kulspruta m/39)
1939年に採用されたm/36の空冷化モデル。m/36をM1919A4に倣ってスウェーデンで独自に空冷化したもので、主に戦闘車両に搭載され、対空銃架に搭載した対空機銃としても用いられた。
m/36と同様、1970年代の後半からは7.62x51mmNATO弾仕様への改修が進められた他、約1,000梃がKsp m/42から改装され、"7.62mm Ksp m/39C"の制式名でセンチュリオン戦車のスウェーデン軍仕様型等に搭載された。それらのうち、Stridsfordon 90(CV90)歩兵戦闘車に搭載されたものは21世紀に入っても現役で用いられている。
- Ksp m/39 Strv V / H

Ksp m/39のうち車両搭載型の制式名。"Strv"は"Stridsvagn"（戦闘車両）"V"　/　"H"は"Vänster" / "Höger"（左 / 右側）、給弾口が左もしくは右側にあることを示す。
- 艦艇の対空機銃として用いられているKsp m/36
スヴァリイェ級海防戦艦 ドロットニング・ヴィクトリア(HSwMS Drottning Victoria)に搭載されたもの
- Ksp m/39
- CV90に搭載されたKsp m/39
銃口部にはフラッシュサプレッサーが装着されている

## 登場作品

### 映画
『ゴジラ』（1954年）
防衛隊が、東京に再度上陸したゴジラに対してブローニングM1919重機関銃と共に使用。
『空の大怪獣ラドン』（1956年）
メガヌロンの出現に伴い出動した防衛隊が、銃身・機関部・銃架に分解した状態で、本銃を運ぶ。ただし、射撃シーンは無い。
『大怪獣バラン』（1958年）
羽田空港に上陸したバランに対して使用。映像は『ゴジラ』のシーンを流用。
『明治天皇と日露大戦争』（1957年）
旅順攻囲戦の場面でロシア軍のマキシム機関銃として登場。
『ワイルドバンチ』（1969年）

### テレビドラマ
『月光仮面』（1958年）
第3部「マンモス・コング」に登場。自衛隊がマンモス・コングに対して使用。
『ザ・パシフィック』（2010年）
ガダルカナルの戦いで第1海兵師団の隊員が使用。第4話（第4章）からブローニングM1919重機関銃が登場したため、以後登場しない。元となった戦いでは、一人で抱えて銃撃した証言がある。

### ゲーム
『レッド・デッド・リデンプション』
『バトルフィールド1』
援護兵の武器として登場する。本来はあり得ないが携行できるオリジナル設定となっている。